# Heinrich Gärtner (Fußballspieler)
Heinrich Gärtner (* 23. September 1918 in Frankfurt am Main; † 18. November 2003) war ein deutscher Fußballspieler. Mit der Militärelf Luftwaffen-Sportverein Hamburg (LSV) stand er 1943 im Finale des Tschammerpokals und 1944 im Endspiel um die deutsche Fußballmeisterschaft. Von 1945 bis 1953 hat er in der Fußball-Oberliga Süd beziehungsweise Oberliga West 213 Spiele absolviert und als Defensivspieler 33 Tore erzielt.

## Karriere

### Bis 1945
Beim ältesten Frankfurter Fußballverein, den Schwarz-Weißen von VfL Germania 1894, im „Ebbelwoi“-Quartier in Sachsenhausen auf den „Mainwiesen“, entwickelte sich der Jugendfußballer „Heini“ Gärtner zu einem hoffnungsvollen Talent. Unter Trainer Hugo Mantel gehörte er in der Kriegssaison 1939/40 der Aufstiegself in die Gauliga Südwest, Staffel Main-Hessen an; die Klassenzugehörigkeit zur Gauliga bestand aber nur eine Runde. Das Können des zumeist auf der Mittelläuferposition im damaligen WM-System eingesetzten Spielers wurde aber auch durch Berufungen in Auswahlteams unterstrichen. In seiner Zeit bei Germania spielte er am 3. Dezember 1939 im Wettbewerb des Reichsbundpokals 1939/40 in der Südwestauswahl gegen Hessen. Beim 3:0-Sieg des Südwestens agierte er als Mittelläufer und der zwei Jahre jüngere Halbstürmer Fritz Walter vom 1. FC Kaiserslautern erzielte zwei Tore. In der Serie 1941/42 wird er nochmals in der Auswahl Hessen/Nassau im Spiel am 5. Oktober 1941 in Frankfurt gegen Niederschlesien registriert.
Gärtner wurde im weiteren Verlauf des Zweiten Weltkriegs als Luftwaffensoldat bei einer Flak-Division im Raum Rostock stationiert. Mit dem Gauligameister von Mecklenburg der Kriegsrunde 1942/43, der TSG Rostock, war er im April 1943 in den zwei Qualifikationsspielen zur Endrundenteilnahme um die deutsche Meisterschaft gegen Holstein Kiel aktiv. Ein Tor des Mittelläufers und der Einsatz des Altnationalspielers Ludwig Wieder beim 1:1-Heimremis konnte aber nicht die 0:4-Niederlage aus dem Hinspiel wettmachen. Das Leistungsvermögen der Kieler Leistungsträger um Kurt Krüger, Alfred Boller, Franz Linken und Ottmar Walter war für den Meister aus Mecklenburg zu hoch. In der zweiten Jahreshälfte wurde Gärtner nach Hamburg stationiert und gehörte damit dem Luftwaffensportverein Groß-Hamburg (LSV) an. Die Militärelf die aus so genannten „Flugabwehrkämpfern“ bestand, konnte im Gegensatz zur Konkurrenz, während der zwei Jahre ihres Bestehens in fast unveränderter Formation durchspielen, weshalb sie bei den alten Vereinen unbeliebt war.
In der Herbstserie – Ende August bis Ende Oktober 1943 – der Spielzeit 1943/44 trat der Luftwaffen-SV als Vertreter des Gaues Hamburg im „Tschammer-Pokal“, dem Vorläufer des DFB-Pokal, an. Nach Siegen über SpVgg Wilhelmshaven 05 (1:0), Luftwaffen-SV Pütnitz (3:2), Holstein Kiel (4:2) und Dresdner SC (2:1) erreichten die Hamburger das Endspiel in Stuttgart. Darin behielt allerdings Vienna Wien mit 3:2 nach Verlängerung die Oberhand und gewann den bis Kriegsende letztmals ausgetragenen Wettbewerb. Gärtner hatte auf der Mittelläuferposition alle fünf Wettbewerbsspiele bestritten und sich als Mittelpunkt der Verteidigung erwiesen. Beim 2:1-Halbfinalerfolg gegen die Spitzenmannschaft des Dresdner SC war die Bewährung gegen den DSC-Innensturm mit Heinrich Schaffer, Fritz Machate und Helmut Schön erfolgreich geglückt. Im Finale in Stuttgart konnte der Abwehrchef aber nicht das knappe Durchsetzen der blau-gelben Vienna um die beiden herausragenden Halbstürmer Karl Decker und Rudolf Noack verhindern.
Der Mann aus Frankfurt und seine Spielkameraden gehörten in der Saison 1943/44 mit dem LSV der Gauliga Hamburg an. Die von Ex-Nationalspieler Karl Höger trainierte Auswahl gewann mit 35:1 Punkten und 117:13 Toren die Meisterschaft in Hamburg. Am 16. Januar und am 19. März 1944 führten der LSV und die Soldatenelf Rote Jäger zwei Propagandaspiele in Hamburg durch. Im Januar verlor der LSV mit 2:3, im Rückspiel gelang mit einem 5:1-Erfolg die Revanche.
Die durch zahlreiche Spielerverpflichtungen aus dem gesamten Reichsgebiet – unter anderem Willy Jürissen, Robert „Zapf“ Gebhardt, Ludwig Janda, Karl Miller, Heinz Mühle, Reinhold Münzenberg, Walter Ochs, Jakob Lotz – in Hamburg konkurrenzlose Mannschaft besiegte in der anschließenden Endrunde um die deutsche Meisterschaft nacheinander Wehrmacht-SV Celle (4:0), SpVgg Wilhelmshaven 05 (1:1 nach Verlängerung und 4:2), Kriegsspielgemeinschaft Duisburger SpV und TuS 48/99 Duisburg (3:0) und Heeres-SV Groß Born (3:2) und stand somit nach dem Pokalfinale des Vorjahres erneut in einem Endspiel. Vor 70.000 Zuschauern am 18. Juni 1944 in Berlin reichte es allerdings auch dieses Jahr nicht zum Titelgewinn: der Titelverteidiger Dresdner SC nahm Revanche für die Halbfinalniederlage im Tschammer-Pokal und schlug den LSV Hamburg deutlich mit 4:0. Der Qualität des DSC-Angriffs, um Altmeister Richard Hofmann gruppiert, konnte die LSV-Abwehr im Spielverlauf der zweiten Halbzeit nicht mehr Paroli bieten. Gärtner hatte als Mittelläufer fünf Endrundenspiele für die Militärmannschaft bestritten und lediglich beim Wiederholungsspiel gegen Wilhelmshaven wegen einer Verletzung gefehlt.

### Nach 1945
Nach Ende des Zweiten Weltkriegs kehrte Gärtner wieder in seine Heimatstadt Frankfurt zurück. Am 4. November 1945 wird unter den abenteuerlichen Bedingungen der Nachkriegszeit die erste Saison der Oberliga Süd angepfiffen. Gärtner konnte in der Debütsaison 1945/46 für den FSV Frankfurt zwei Spiele absolvieren und ein Tor erzielen. Zur Saison 1946/47 schloss sich der kraftvolle und wuchtige Mittelläufer, der sowohl in der Vorwärts- als auch Rückwärtsbewegung Akzente setzen konnte, Eintracht Frankfurt an. Beide Spiele gegen den Rivalen vom Bornheimer Hang, FSV, endeten Remis (1:1/2:2). In der 20er-Staffel bestritt Gärtner für die Eintracht 36 Ligaspiele. Das Heimspiel gegen Meister 1. FC Nürnberg (62:14 Punkte – 108:31 Tore) endete am 1. Dezember 1946 vor 35.000 Zuschauern mit 1:1-Remis. Gärtner hatte die Eintracht-Defensive vor Torhüter Anton Turek mit Unterstützung der Außenläufer Adolf Schmidt und Erwin Schädler gegen die torgefährlichen „Club-Angreifer“ Max Morlock (25 Tore) und Hans Pöschl (38 Tore) angeführt. Mit der Eintracht belegten Gärtner und seine Mannschaftskameraden den dritten Rang.
In seiner zweiten Oberligasaison mit der Eintracht gehörte die Elf vom Riederwald nicht mehr der Spitzengruppe an, sie kam auf dem 10. Rang ein und Gärtner hatte in 32 Spielen zwei Tore erzielt. Der Eintracht-Stopper gehörte dem Aufgebot der süddeutschen Auswahl für das Repräsentativspiel am 19. Mai in Frankfurt gegen die Auswahl von Nordwest an. Zum Einsatz kam er nicht, Georg Kennemann vom 1. FC Nürnberg war der Abwehrchef des mit 2:1 siegreichen Südens.
In die Saison 1948/49 starteten Gärtner und die Eintracht am 11. September 1948 mit einem 1:1-Remis beim Karlsruher Stadtteilklub VfB Mühlburg. Mittelläufer Gärtner hatte in der 59. Spielminute den Ausgleich erzielt. Nach den zwei weiteren Spielen gegen BC Augsburg und den VfB Stuttgart beendete „Heini“ Gärtner nach insgesamt 71 Oberligaeinsätzen mit drei Toren seine Aktivität bei der Eintracht und schloss sich mit sofortiger Wirkung dem Ligakonkurrenten in Mühlburg an.
Er debütierte bei seinem neuen Verein am 24. Oktober 1948 bei einem 4:4-Auswärtsremis gegen 1860 München, wobei er sich mit einem Tor einführte. Am 23. Januar 1949 gewann er mit dem VfB das Auswärtsspiel mit 1:0 bei Eintracht Frankfurt. Zusammen mit dem Außenläuferpaar Max und Eugen Fischer hielt der Abwehrchef die Eintracht-Offensive in Schach. In 27 Spielen erzielte er für Mühlburg sechs Tore und die Karlsruher belegten den neunten Rang. In seinem zweiten Jahr, 1949/50, verbesserte er sich mit Mühlburg auf den siebten Rang, die Eintracht konnte als 14. knapp den Abstieg vermeiden.
Mit dem dritten Rang in der Saison 1950/51 erlebte der 32-Jährige mit dem VfB Mühlburg seine beste Platzierung. Nach der Vorrunde führten die Karlsruher die Tabelle in der Oberliga Süd an. Die Heimniederlagen im Spitzenspiel am 26. März 1951 gegen den 1. FC Nürnberg (3:4) und am 21. April gegen FC Schweinfurt 05 (1:3) verhinderten den Einzug in die Endrunde um die deutsche Meisterschaft. Mit Herbert Dannenmeier und Heinz Trenkel bildete „Heini“ Gärtner eine der besten Läuferreihen in der Oberliga Süd. In 31 Ligaspielen erzielte der Mittelläufer drei Tore. Am 12. November 1950 kam er in Frankfurt in der süddeutschen Auswahl beim Repräsentativspiel gegen Westdeutschland zum Einsatz. Beim 5:4-Erfolg bekämpfte die süddeutsche Läuferreihe mit Dannenmeier, Gärtner und Karl Barufka das westdeutsche Innentrio mit Alfred Preißler, Karl Hetzel und Hans Schäfer. Nach insgesamt 87 Oberligaeinsätzen mit 16 Toren für Mühlburg schloss sich Gärtner zur Saison 1951/52 dem Westoberligisten Alemannia Aachen an.
Die „Kartoffelkäfer“ vom Tivolistadion hatten sich 1950/51 erst durch einen 5:1-Erfolg im Entscheidungsspiel gegen Borussia Mönchengladbach den Klassenerhalt in der Fußball-Oberliga West sichern können. Mit 36:24 Punkten erreichte Alemannia aber 1951/52 mit dem neuen Stopper den dritten Rang. „Heini“ Gärtner hatte in 28 Ligaspielen elf Tore erzielt. Das Heimspiel gegen den Meister Rot-Weiss Essen wurde im November 1951 mit 3:1 gewonnen. Jupp Derwall zeichnete sich dabei als zweifacher Torschütze aus und die Defensive um Abwehrchef Gärtner bekämpfte mit Erfolg die torgefährlichen Angreifer von RWE mit Helmut Rahn, Bernhard Termath und August Gottschalk. In seiner zweiten Saison, 1952/53, belegte Aachen den fünften Rang und der gebürtige Frankfurter hatte in 26 Spielen zwei Tore erzielt. Mit seinem Einsatz am Schlusstag der Runde, den 26. April 1953, beim 3:1-Heimerfolg gegen Fortuna Düsseldorf, verabschiedete sich der 34-jährige Routinier aus der Oberliga und Aachen und wechselte zu Hassia Bingen.

### Ausklang
Mit dem Verein von der Nahemündung, den rot-schwarzen von Hassia Bingen, spielte er von 1953 bis 1956 in der Zweitklassigkeit der 2. Liga Südwest. Nach dem Abstieg mit dem Verein vom Stadion Büdesheim in das Amateurlager beendete Gärtner seine höherklassige Spielerlaufbahn.
In späteren Jahren war er als Trainer im Amateurbereich tätig, beispielsweise von 1966 bis 1968 beim Altmeister Karlsruher FV in der 1. Amateurliga Nordbaden.

## Erfolge
- 1939/40 Aufstieg in die Gauliga Südwest, Staffel Main-Hessen mit Germania 94 Frankfurt
- 1943 Finalist im Tschammerpokal mit LSV Hamburg
- 1944 Meister der Gauliga Hamburg und Finalist um die deutsche Meisterschaft mit LSV Hamburg